# 唐儷
唐儷（1977年6月16日—），台灣台中市人，台灣知名閩南語女歌手，豪记唱片旗下歌手。

## 經歷
唐儷於1977年6月16日生於台灣台中市。台中市私立新民高中畢業，出道前曾從事保險業、家族國樂團的工作。參加八大電視亞洲新人歌唱大賽獲得優勝，之後加盟為豪記唱片公司歌手。

## 個人生活
2012年1月與攝影師男友魏嘉溶結婚。
2017年，與丈夫在台北市東湖地區開設艋舺雞排。

## 主持作品
- 八大電視台《食在好味道》
- 台視《天天又開心》

## 音樂作品

### 專輯
| 發行日期   | 專輯名稱         | 曲目 |
| ---------- | ---------------- | --- |
| 2011年12月 | 《夢紅塵》       | 曲目 1. 風塵 2. 夢紅塵（陳隨意合唱） 3. 情歌對唱（袁小迪合唱） 4. 半杯酒（江志豐合唱） 5. 兩地相思（李明洋合唱） 6. 等三年 7. 後頭厝的心聲 8. 曖昧 9. 愛人的高跟鞋 10. 戲弄 |
| 2012年12月 | 《牽你的手》     | 曲目 1. 牽你的手（陳隨意合唱） 2. 寫乎媽媽的歌 3. 臨時愛人 4. 情關難過情夢抹醒 5. 思念你啊 6. 十三月 7. 網路大情人 8. 相思 9. 落葉 10. 雙船                                 |
| 2014年1月  | 《一生為你》     | 曲目 1. 多桑喲 2. 一生為你（楊哲合唱） 3. 愛恨攏隨風 4. 感情倒頭栽 5. 心連心 6. 女神龍 7. 沒法度 8. 愛到無退路 9. 夢袂醒 10. 山盟歹誓                                       |
| 2015年5月  | 《一暝三冬》     | 曲目 1. 尚幸福 2. 幸福路 3. 我最愛的人 4. 笑笑看今世 5. 一暝三冬 6. 鴛鴦夢 7. 一字緣 8. 情人巷 9. 另外 10. 自然美                                                           |
| 2016年3月  | 《月娘我問你》   | 曲目 1. 月娘我問你 2. 看得到的幸福（吳俊宏合唱） 3. 鴛鴦情 4. 月娘金金看 5. 誰人甲阮惜 6. 痴情憨夢 7. 真心的戀夢 8. 愛情一陣風                                              |
| 2017年2月  | 《濁水溪岸》     | 曲目 1. 濁水溪岸 2. 唯一的愛（陳隨意合唱） 3. 飲仟杯 4. 痴心的玫瑰 5. 心空等 6. 欠阮的情債 7. 孤單淚 8. 感情傘                                                              |
| 2018年2月  | 《愛你的心祙老》 | 曲目 1. 將愛放水流 2. 愛你的心祙老（楊哲合唱） 3. 看乎開（楊哲合唱） 4. 無愛準煞 5. 可愛的歌 6. 流星 7. 快樂夜海岸 8. 半天月                                                |
| 2019年3月  | 《女人的勇氣》   | 曲目 1. 女人的勇氣 2. 將心比心（吳俊宏合唱） 3. 感情行錯路 4. 將阮來放 5. 美麗雙人影 6. 忘情 7. 替身 8. 心愛的阿娜答                                                        |
| 2020年3月  | 《錯愛的人》     | 曲目 1. 錯愛的人 2. 虛情假意（莊振凱合唱） 3. 姻緣燈 4. 惜花連盆 5. 愛是一蕊雲 6. 碎心夢 7. 牽腸掛肚 8. 黏呀黏黐黐                                                          |
| 2021年6月  | 《歲月的腳步》   | 曲目 1. 出賣愛情 2. 歲月的腳步（陳隨意合唱） 3. 不如醉 4. 萬里海邊 5. 苦苦囉 6. 望無你回頭 7. 望鴛鴦 8. 落葉思情                                                            |
| 2022年8月  | 《八面玲瓏》     | 曲目 1. 八面玲瓏 2. 都蘭情歌（鄔兆邦合唱） 3. 傷心日月潭 4. 菜籽仔命 5. 阮不想伊 6. 空照鏡 7. 深情過路站 8. 硬心肝                                                          |
| 2023年7月  | 《月下再相逢》   | 曲目 1. 百年好合 2. 月下再相逢（葉諾帆合唱） 3. 牡丹情（李學宸合唱） 4. 阿娘 5. 内山愛情夢 6. 今生有愛過 7. 心疼亂亂飛 8. 露水情份                                          |
| 2024年7月  | 《紅玫瑰》       | 曲目 1. 紅玫瑰 2. 我喜歡你（陳隨意合唱） 3. 雪中的芎花 4. 珠淚穿紅線 5. 你敢有想我 6. 三聲無奈 7. 反面無情 8. 對天講相思                                                    |

## 外部連結
- 唐儷國際後援會的Facebook專頁